# Oecetis pseudoinconspicua
Oecetis pseudoinconspicua is een schietmot uit de
familie Leptoceridae. De soort komt voor in het Neotropisch gebied.